# Dwoisty Staw Gąsienicowy
Der Zwillings-See (pl. Dwoisty Staw Gąsienicowy) in Polen ist ein Gletschersee im  Seealmtal (pl. Dolina Zielona Gąsienicowa) in der Hohen Tatra. Er befindet sich in der Gemeinde Zakopane. Er ist nicht erreichbar, das Gebiet um den See stellt ein streng geschütztes Naturreservat dar. Das Wasser des Sees fließt über den Seealmer Trocklenbach ab (Sucha Woda Gąsienicowa). 